# Peter Aerts
Peter Aerts (* 25. Oktober 1970 in Eindhoven) ist ein ehemaliger niederländischer Kampfsportler. Er ist 192 cm groß und sein Wettkampfgewicht betrug 108 kg. Sein Ringname lautete „The Dutch Lumberjack“ („der niederländische Holzfäller“). Dieser Spitzname wurde ihm aufgrund seiner sehr starken High-Kicks verliehen.

## K-1-Karriere
Peter Aerts gab sein K-1-Debüt am 3. April 1993 im Viertelfinale des ersten K-1 World Grand Prix Finalturniers gegen seinen niederländischen Landsmann und die heutige K-1-Legende Ernesto Hoost, das er nach Punkten verlor. Dennoch konnte Aerts bereits ein Jahr später auf sich aufmerksam machen, als er das zweite Finalturnier der K-1-Historie gewinnen konnte. So schaltete er im Viertelfinale Rob Van Esdonk, im Halbfinale Patrick Smith und im Finale dann Masaaki Satake aus; die ersten beiden Kämpfe beendete er sogar vorzeitig durch Knockout (KO).
Den Grundstein für eine erfolgreiche Karriere hatte Aerts gelegt und bestätigte das bereits im darauf folgenden Jahr, als er seinen K-1-Titel sogar verteidigen konnte:
Im Viertelfinale knockte er Toshiyuki Atokawa bereits nach nur 62 Sekunden aus, im Halbfinale konnte er seinen Landsmann Hoost nach Punkten in der Extra-Runde bezwingen und im Finale gab es dann wieder einen frühen K. o., diesmal gegen den zu diesem Zeitpunkt jungen und aufstrebenden, aber ungestümen Jérôme Le Banner, der bereits nach nur 97 Sekunden von einem harten Punch getroffen wurde; es war bereits Aerts neunter Sieg in Folge.
Ohnehin konnte Aerts nach seiner K-1-Debüt-Niederlage 13 Kämpfe in Folge gewinnen, 10 davon sogar vorzeitig.
Erst im Viertelfinale des K-1 World Grand Prix Finalturniers von 1996 verlor er wieder einen Kampf, als er das erste Mal in seiner Karriere selber ausgeknockt wurde:
Mike Bernardo konnte ihm am 6. Mai 1996 einen K. o. in der dritten Runde zufügen.
Gegen Bernardo hatte er auch seine zwei nächsten Kämpfe, verlor aber auch diese Auseinandersetzungen, wenngleich Aerts im K-1 Revenge Turnier von 1996 in der ersten Runde wegen eines Low-Kicks in die Leistengegend von Bernardo disqualifiziert worden war, weil Bernardo nicht weiterkämpfen konnte.
Den dritten Kampf in Folge gegen Bernardo verlor er am 18. Oktober 1996 wieder durch einen K. o. in der dritten Runde; die dritte Niederlage binnen fünf Monaten.
Aerts konnte sich dennoch sehr gut erholen, denn die nächsten fünf Kämpfe gewann er allesamt durch K. o., darunter gewann er gegen die starken Kämpfer Andy Hug und Le Banner sowie am 9. November 1997 im K-1-Viertelfinale dann wieder gegen Mike Bernardo, der in der ersten Runde nach nur 77 Sekunden von Aerts ausgeknockt werden konnte. Im Halbfinale wurde Aerts jedoch von Hug, den er acht Monate zuvor noch ausknocken konnte, nach Punkten besiegt.
1998 gewann Aerts – überlegen – seinen dritten K-1 World Grand Prix Titel, seine Gegner schlug er diesmal alle in der ersten Runde k.o.:
Im Viertelfinale Masaaki Satake, im Halbfinale traf er wieder auf Bernardo und im Finale schließlich auf Andy Hug, der bereits nach 70 Sekunden von Aerts ausgeknockt werden konnte.
1999 war hingegen bereits im Viertelfinale wieder Schluss, als Le Banner ihn nach nur 71 Sekunden ausknocken konnte; dem Franzosen gelang so die Revanche für die bittere Finalniederlage von 1995.
Aerts konnte vom 27. September 1998 bis zum 5. Oktober 1999 wieder eine starke Siegesserie von 10 Siegen (9 K.o.s) in Folge aufstellen, bis ihn schließlich Le Banner im Viertelfinale stoppte.
An diese Konstanz konnte Aerts aber nie wieder anknüpfen und so gewann er danach auch nie mehr als fünf Kämpfe in Folge.
Dennoch gilt festzuhalten, dass Aerts der einzige Kämpfer war, der sich bis 2008 für alle Finalturniere qualifizieren konnte; diese Serie endete am 29. Juni 2009, als er seinen Elimination-Kampf – mit inzwischen 38 Jahren – gegen Alistair Overeem nach Punkten verlor.
2006 und 2007 schaffte er es – auch auf Grund seiner immensen Kampf-Erfahrung – jedoch dennoch wieder ins K-1-Finale, verlor dort beide Male aber gegen seinen niederländischen Landsmann Semmy Schilt, der auf Grund seiner Größe von 2,12 Meter auch als „Hightower“ bekannt ist und auch der Erste war, der dieses wichtige Turnier drei Mal in Folge gewinnen konnte und so mit Aerts gleichzog:
2005–2007.
2007 verlief zudem sehr unglücklich für Aerts, weil er sich nach nur 109 Sekunden das Knie verdrehte und nicht weiterkämpfen konnte; 2006 verlor er einstimmig nach Punkten.
Am 27. September 2008 trafen die beiden Kämpfer dann sogar schon in den Final-Elimination aufeinander und diesen Kampf konnte Aerts überraschend nach Punkten gewinnen; er beendete Schilts Siegesserie von 13 gewonnenen K-1-Kämpfen in Folge und konnte somit noch einmal ein Ausrufezeichen setzen, als er dem K-1-Hattrick-Gewinner Schilt das Tor zum Finalturnier versperrte.
Beim World Grand Prix 2008 verlor er den ersten Kampf des Turnieres deutlich gegen den starken Marokkaner Badr Hari durch TKO in der zweiten Runde.
Für den World Grand Prix 2009 konnte sich Peter Aerts nicht qualifizieren. Er unterlag in den Final-Elimination Alistair Overeem nach Punkten. Allerdings konnte er den Reservekampf gegen Gökhan Saki für sich entscheiden.
Für den World Grand Prix 2010 konnte sich Peter Aerts wieder qualifizieren, nachdem er Ewerton Teixeira knapp nach der Extra-Runde nach Punkten besiegen konnte.
Bei dem World Grand Prix 2010 konnte Peter Aerts noch einmal überraschen. In der ersten Runde des Turniers schlug er Mighty Mo in der ersten Runde K.O. Im zweiten Kampf des Turniers traf er wieder auf den Champion Semmy Schilt. Peter Aerts konnte Schilt besiegen und ist damit der Erste, dem es gelang Schilt aus einem Turnier zu werfen. Damit stand Aerts mit einem Alter von 40 Jahren wieder in einem Finale. Der Kampf gegen Schilt hatte Aerts jedoch so geschwächt, dass er im Finale Alistair Overeem nichts mehr entgegensetzen konnte. Er wurde nach knapp einer Minute von Overeem ausgeknockt. Damit gewann Overeem seinen ersten Titel. Aerts sagte später in einem Interview aus, dass ein Turnier mittlerweile sehr anstrengend für ihn ist und einzelne Kämpfe für ihn besser wären.
2015 gab Aerts schließlich seinen Rücktritt bekannt.

## Kampfbilanz
91 K-1-Kämpfe; 66 Siegen (49 (T)KOs) stehen 25 Niederlagen gegenüber (11 (T)KOs), bei nur einem Unentschieden. 2 MMA-Kämpfe; einem TKO steht eine Niederlage nach Aufgabe gegenüber.

## Verschiedenes
Peter Aerts ist der Cousin von Profi-Fußballtorwart Maikel Aerts (2010–2012 bei Hertha BSC).
Aerts war 2010 im Film New Kids Turbo zu sehen, in dem er sich selbst spielt.

## Titel
- IKBF Schwergewichts Weltmeister
- WMTA Muay Thai Schwergewichts Weltmeister
- K-1 GRAND PRIX '97 3rd Place
- K-1 World Grand Prix '2000 3rd Place
- K-1 World Grand Prix '2003 3rd Place
- K-1 World Grand Prix 1994 Champion
- K-1 World Grand Prix 1995 Champion
- K-1 World Grand Prix 1998 Champion
- K-1 World Grand Prix 2001 in Las Vegas Finalist
- K-1 World Grand Prix 2006 Finalist
- K-1 World Grand Prix 2007 Finalist
- K-1 World Grand Prix 2010 Finalist